# 巨疣豬
巨疣豬（Metridiochoerus）是已滅絕的豬，生存於上新世及更新世的非洲。

## 描述

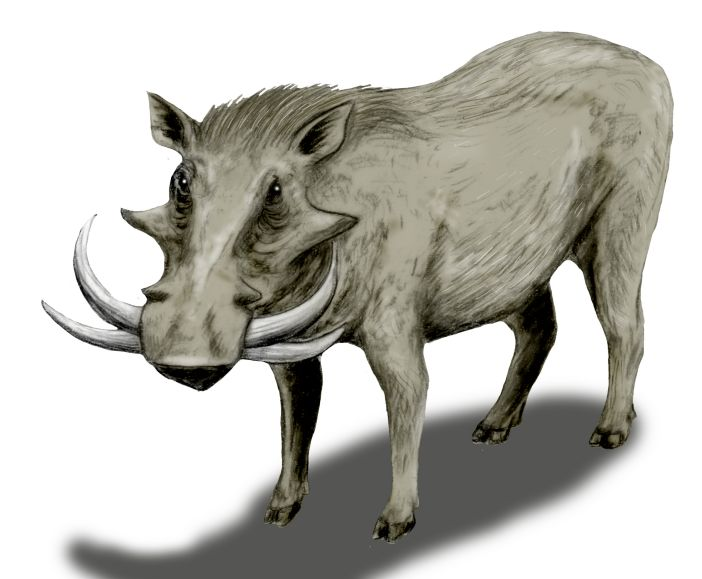
復原圖

巨疣豬長1.5（4.9英尺），外表類似現存的疣豬，並有兩對向兩側伸出及向上彎曲的獠牙。牠的臼齒複雜且有多齒，故被認為是雜食性的。